# Vladislav Mužík
Vladislav Mužík (* 30. prosince 1952 Opava) je český vysokoškolský pedagog, v letech 2001–2007 děkan Pedagogické fakulty Masarykovy univerzity (PdF MU) a nynější[kdy?] vedoucí Katedry tělesné výchovy a výchovy ke zdraví PdF MU. Zabývá se zejména teorií a didaktikou tělesné výchovy, zdravotně preventivními pohybovými aktivitami a výchovou ke zdraví.

## Život
Vystudoval učitelství matematiky a tělesné výchovy na Pedagogické a Přírodovědecké fakultě UJEP. V roce 1983 získal na PdF MU titul PaedDr. v oboru teorie vyučování tělesné výchovy a v roce 1992 získal titul CSc. v oboru teorie vyučování tělesné výchově a s disertační prací "Analýza a ovlivňování didaktické interakce na 1. stupni ZŠ" na Fakultě tělesné výchovy a sportu UK v Praze. Habilitoval se na Masarykově univerzitě v roce 1995 s habilitační prací Činnostní pojetí vyučování v tělesné výchově dětí mladšího školního věku.
Svou pracovní kariéru započal v roce 1977 v Brně na ZŠ Gajdošova a od roku 1981 do roku 1982 pak působil na ZŠ Křídlovická. V roce 1982 nastoupil na Pedagogickou fakultu MU, kde pracuje doposud. V letech 1994 až 2001 a následně 2007-2009 působil jako proděkan Pedagogické fakulty MU a v letech 2001-2007 tuto fakultu dokonce vedl jako její děkan.

## Ocenění
- 9. května 2007 mu byla na návrh rektora MU Petra Fialy udělena za zásluhy o rozvoj Masarykovy univerzity Zlatá medaile MU.[3]
- V roce 2016 obdržel cenu Thulin Award[4], kterou uděluje Fédération lnternationale D'Éducation Physique Europe za velký přínos k rozvoji tělesné výchovy na národní a evropské úrovni.[5]
- V roce 2019 obdržel z rukou Jiřího Němce cenu děkana Pedagogické fakulty MU v kategorii výjimečná učebnice, výjimečný e-learningový kurz[6] za elektronickou výukovou publikaci Zdravotně preventivní pohybové aktivity[7].